# Ghattas (Hazim)
Ghattas, imię świeckie Ghattas Hazim (ur. 1963 w Mahardzie) – syryjski duchowny prawosławny, od 2014 metropolita Bagdadu, Kuwejtu i okolicznych. 